# Jurgen van Houdt
J.C.R. (Jurgen) van Houdt (Rozenburg, 7 mei 1981) is een Nederlandse bestuurskundige, politicus en bestuurder. Hij is lid van de ChristenUnie. Sinds 9 maart 2023 is hij burgemeester van Rijssen-Holten.

## Jeugd, opleiding en carrière
Van Houdt is geboren op Rozenburg. Toen hij zes weken oud was verhuisden zijn ouders naar Enschede waar zijn vader predikant werd van de gereformeerd-vrijgemaakte Noorderkerk. Hij ging daar naar de gereformeerde basisschool. Daarna ging hij naar het vwo op het Greijdanus College, eerst drie jaar in Enschede en daarna drie jaar in Zwolle waar hij nog maatschappijleer kreeg van Arie Slob. In 2006 heeft hij zijn studie bestuurskunde aan de Universiteit Twente afgerond. Daarna was hij werkzaam als adviseur bij Atlas, als raadsadviseur bij de gemeente Ermelo en als bestuurssecretaris bij Consent, een beheerder van 31 openbaar openbare basisscholen in de gemeenten Enschede, Oldenzaal, Losser en Dinkelland.

## Politieke carrière
Van Houdt was vanaf 2001 actief voor de fractie van de ChristenUnie in Enschede. Van 2002 tot 2006 en van 2007 tot 2008 was hij er commissielid. Hij was van 2002 tot 2004 vicevoorzitter van PerspectieF, de politieke jongerenorganisatie van de ChristenUnie. In november 2006 werd hij in Enschede de eerste zwangerschapsverlof-gemeenteraadslid van Nederland ter vervanging van Hadassa Meijer. In april 2007 werd hij er fractievoorzitter nadat Bernard Veldkamp voor een aantal maanden vertrok naar Amerika voor een studiereis. In november 2007 keerde Veldkamp terug als gemeenteraadslid en fractievoorzitter. In 2008 werd hij opnieuw gemeenteraadslid en in 2010 fractievoorzitter. Bij de gemeenteraadsverkiezingen van 2010 en 2014 was hij namens de ChristenUnie lijsttrekker. Van 2008 tot 2014 was hij namens de ChristenUnie ook commissielid van Regge en Dinkel en Vechtstromen.
Van Houdt werd in mei 2014 namens de ChristenUnie wethouder van Enschede. Bij de gemeenteraadsverkiezingen van 2018 werd hij opnieuw lijsttrekker namens de ChristenUnie en in maart 2018 werd hij er gemeenteraadslid. In juli 2018 en juni 2022 werd hij er opnieuw wethouder. In zijn portefeuille had hij onder andere jeugd en gezin, onderwijs, publieke gezondheid, maatschappelijke opvang en was hij stadsdeelwethouder van stadsdeel West.

## Burgemeester van Rijssen-Holten
Van Houdt werd op 15 december 2022 door de gemeenteraad van Rijssen-Holten voorgedragen als nieuwe burgemeester. Op 17 februari 2023 werd bekendgemaakt dat hij is benoemd bij koninklijk besluit met ingang van 9 maart dat jaar. Op 9 maart dat jaar vond ook de installatie en beëdiging plaats. In zijn portefeuille kreeg hij bestuurlijke coördinatie, representatie, raad, coördinatie regiozaken, strategische visie, internationale contacten, communicatie, verkiezingen, algemeen bestuurlijk-juridische zaken (inclusief rechtsbescherming), personeel en organisatie, integrale veiligheid, brandweer, rampenbestrijding, openbare orde (inclusief Algemene Plaatselijke Verordening), handhaving APV en Drank- en Horeca Wet en samen met wethouder Tijhof economische zaken, horecabeleid en project Ontheemden. Hij werd lid van het dagelijks- en algemeen bestuur van de Veiligheidsregio Twente. Hij werd ook lid van de raad van commissarissen van Wadinko.

## Privéleven
Van Houdt heeft met zijn vrouw twee dochters en een zoon.